# Alpine Skiweltmeisterschaften 1982

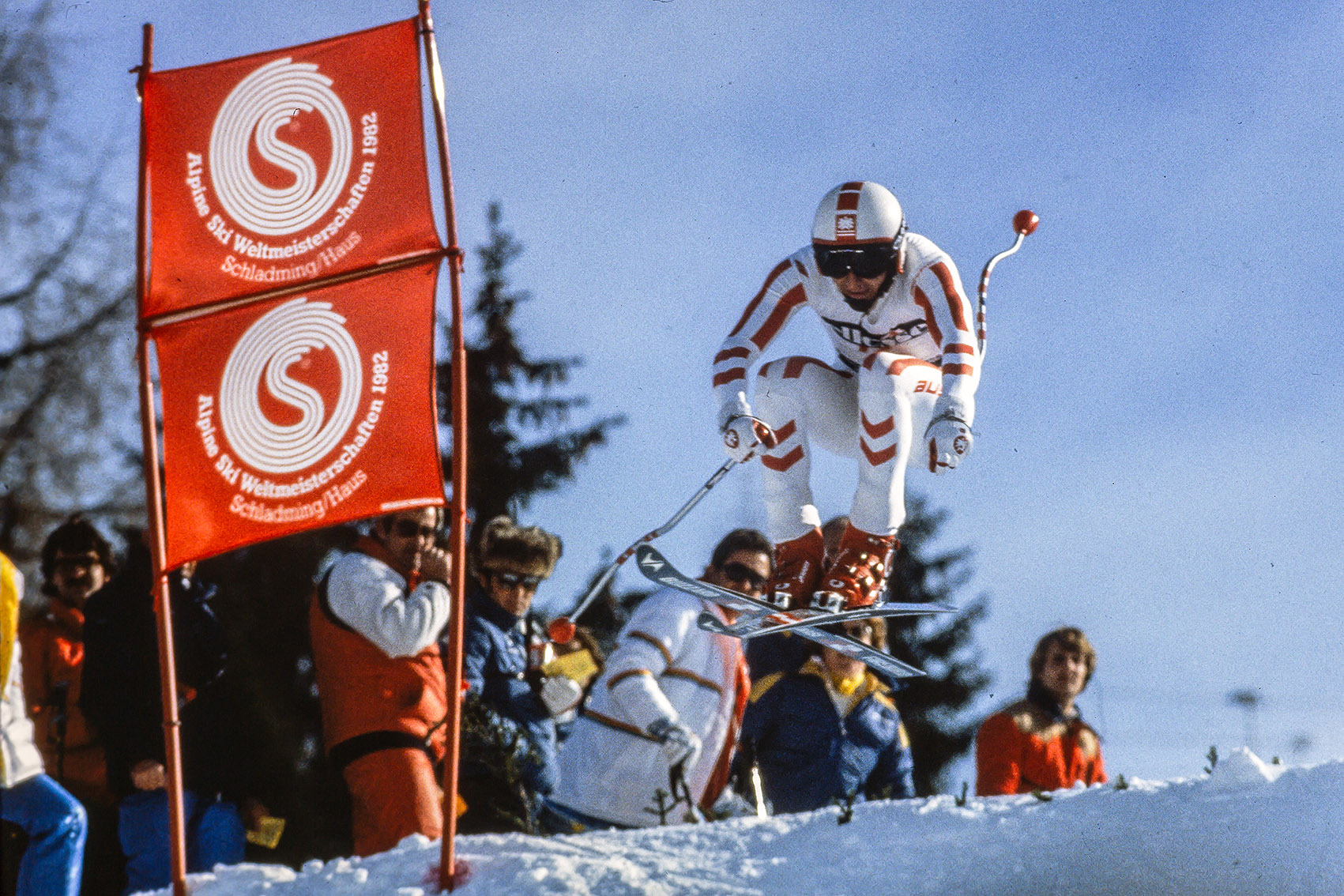
Franz Klammer auf der Planai

Die 27. Alpinen Skiweltmeisterschaften fanden vom 28. Januar bis 7. Februar 1982 in Schladming und Haus im Ennstal in Österreich statt.

## Nominierung von Schladming
Die Präsidentenkonferenz des ÖSV legte bei ihrer Tagung am 19. Februar 1978 in Schladming, wo gerade die nationalen alpinen Meisterschaften stattfanden, in einer Abstimmung diesen Ort für die Bewerbung fest, zur Auswahl war auch Zell am See („Europa-Region“) gestanden.

Der Zuschlag durch die FIS erfolgte auf deren 32. Kongress (18./19. Mai 1979 in Nizza), wobei allerdings vorerst der Veltlin mit 29 Stimmen vor Schladming lag; Kranjska Gora schied im ersten Durchgang aus; im zweiten Wahlgang gab es erneut einen Zwei-Stimmen-Vorsprung des Veltlin, Crans-Montana erhielt mit sechs die wenigsten Stimmen – und von diesen gingen bei der dritten Kür fünf an Schladming, das nun mit 37:35 die Führung übernahm. Briançon (Ostalpengebiet Le Briançonnais) schied aus. Erst das Finale brachte mit 44:42 den endgültigen Schladming-Sieg.

### Organisationskomitee und Baulichkeiten
Unterrichtsminister Fred Sinowatz eröffnete am 6. November 1981 die Hauptversammlung des Organisationskomitees als dessen Präsident. Dabei wurde festgestellt, dass bereits alle Bauvorhaben – mit Ausnahme des Organisationszentrums – abgeschlossen waren, und der Neubau des Sporthotels wurde mit der an Sinowatz folgten Schlüsselübergabe eröffnet. Im Sinne dessen, dass dieses Sporthotel während der Weltmeisterschaften Zentrale der FIS wird, reichte dieser den Schlüssel an FIS-Präsident Marc Hodler weiter.

## Neuerungen
Erstmals waren die Titelverteidiger außerhalb der üblichen für jede Nation erlaubten Kontingente zugelassen, und zwar jene von 1980, da die Bewerbe bei den Olympischen Winterspielen in Lake Placid auch als Weltmeisterschaften gegolten hatten. Bis auf den Herren-Slalom (Ingemar Stenmark) gab es keine erfolgreiche Titelverteidigung, wobei bei den Damen keine Titelverteidigerin am Start war. Hanni Wenzel mit dreimal Gold fehlte verletzungsbedingt, Annemarie Moser-Pröll hatte ihre Karriere schon zu Saisonende 1979/80 beendet.
Eine Neuerung gab es bei der Alpinen Kombination, welche als separater Bewerb aus einer kürzeren Abfahrt und zwei (auch etwas kürzeren) Slalomdurchgängen ausgetragen wurde. Nach wie vor wurde die Wertung aber mittels einer komplizierten Punkteberechnung vorgenommen. – Diese Änderung war ebenfalls beim FIS-Kongress 1979 in Nizza festgelegt worden.

## Erwähnenswertes
- Mit drei Goldmedaillen wurde Erika Hess der „große Star“; auch Christin Cooper konnte drei Medaillen gewinnen.
- Die Damenabfahrt brachte es erstmals zu Stande, dass ein gesamtes Medaillenset an den nordamerikanischen Kontinent ging.
- Die Kombinations-Goldmedaille für Michel Vion war der erste große Sieg für Frankreichs Herrenteam seit den Ausschlüssen vom Dezember 1973 (seit damals hat es nie einen Weltcup-Rennsieg für die französische Herren-Equipe gegeben; dies sollte dann auch erst 1984/85 Michel Vion vorbehalten sein, der die Lauberhorn-Kombination gewann).
- Österreichs Herren prolongierten ihre seit 1974 anhaltende Serie von Goldmedaillen in der Abfahrt.

### Sonstiges
- Während der Weltmeisterschaften hatten die Schüler aller Volks-, Haupt- und Sonderschulen im Bezirk Liezen schulfrei.[4]
- Es wurden auch mehr Unterbringungsmöglichkeiten für die Besucher geschaffen: Das im obigen Artikel «Organisationskomitee und Baulichkeiten» genannte «Sporthotel» erhöhte seine Bettenzahl von 220 auf 400, das vor drei Jahren geschlossene Hotel «Alte Post» wurde wieder geöffnet und verfügte über 85 Betten, und weitere 70 Betten sollte das vor seiner Inbetriebnahme stehende Hotel «Zum Stadttor» bringen.[5]
- Außerdem wurde in der Zeit vom 25. Dezember 1981 bis 14. Februar 1982 im Stadtsaal des WM-Ortes ein Spielcasino eingerichtet.[6]
- Bei dieser Weltmeisterschaft gab es zwei Verschiebungen: Wegen eines Schneesturms wurde die ursprünglich für 29. Januar vorgesehene Herren-Kombinationsabfahrt auf 5. Februar verschoben, und die ursprünglich für 30. Januar vorgesehene Damenabfahrt musste wegen starken Schneefälle und des daraus folgenden Regens auf 4. Februar verschoben werden.[7][8]

## Männer

### Abfahrt
| Platz | Land | Sportler               | Zeit        |
| ----- | ---- | ---------------------- | ----------- |
| 1     | AUT  | Harti Weirather        | 1:55,10 min |
| 2     | SUI  | Conradin Cathomen      | 1:55,58 min |
| 3     | AUT  | Erwin Resch            | 1:55,73 min |
| 4     | SUI  | Franz Heinzer          | 1:55,98 min |
| 5     | SUI  | Peter Müller           | 1:56,05 min |
| 6     | URS  | Wladimir Makejew       | 1:56,10 min |
| 7     | AUT  | Franz Klammer          | 1:56,16 min |
| 8     | SUI  | Toni Bürgler           | 1:56,61 min |
| -     | -    | -                      | -           |
| 12    | AUT  | Peter Wirnsberger      | 1:57,14 min |
| 15    | AUT  | Leonhard Stock         | 1:57,49 min |
| 17    | FRG  | Michael Veith          | 1:57,76 min |
| 28    | FRG  | Peter Roth             | 1:59,97 min |
| 30    | FRG  | Sepp Wildgruber        | 2:00,10 min |
| 34    | FRG  | Peter Renoth           | 2:02,04 min |
| 35    | LIE  | Hubert Hilti           | 2:02,90 min |
| 41    | MEX  | Hubertus von Hohenlohe | 2:05,38 min |

Datum: 6. Februar, 12:00 Uhr

Piste: „Planai“, Schladming

Länge: 3401 m, Höhenunterschied: 1006 m

Tore: 37
Am Start waren 58 Läufer, 54 von ihnen erreichten das Ziel.

### Riesenslalom
| Platz | Land | Sportler               | Zeit        |
| ----- | ---- | ---------------------- | ----------- |
| 1     | USA  | Steve Mahre            | 2:38,80 min |
| 2     | SWE  | Ingemar Stenmark       | 2:39,31 min |
| 3     | YUG  | Boris Strel            | 2:39,42 min |
| 4     | SUI  | Joël Gaspoz            | 2:39,49 min |
| 5     | ITA  | Bruno Nöckler          | 2:39,80 min |
| 6     | AUT  | Hans Enn               | 2:39,96 min |
| 7     | YUG  | Bojan Križaj           | 2:40,01 min |
| 8     | SUI  | Jean-Luc Fournier      | 2:40,19 min |
| -     | -    | -                      | -           |
| 10    | AUT  | Hubert Strolz          | 2:41,28 min |
| 13    | SUI  | Max Julen              | 2:41,51 min |
| 15    | AUT  | Christian Orlainsky    | 2:43,07 min |
| 25    | FRG  | Stefan Pistor          | 2:46,28 min |
| 28    | LIE  | Günther Marxer         | 2:49,49 min |
| 30    | LIE  | Hubert Hilti           | 2:53,80 min |
| 37    | MEX  | Hubertus von Hohenlohe | 3:03,15 min |

Datum: 3. Februar, 10:00 Uhr (1. Lauf), 12:30 Uhr (2. Lauf)

Piste: „Planai“, Schladming

Länge: 1177 m, Höhenunterschied: 396 m

Tore: 65 (1. Lauf), 56 (2. Lauf)
Am Start waren 95 Läufer, 49 von ihnen erreichten das Ziel.
Ausgeschieden u. a.: Albert Burger (FRG), Phil Mahre (USA), Wolfram Ortner (AUT), Andreas Wenzel (LIE), Pirmin Zurbriggen (SUI)

### Slalom
| Platz | Land | Sportler         | Zeit        |
| ----- | ---- | ---------------- | ----------- |
| 1     | SWE  | Ingemar Stenmark | 1:48,48 min |
| 2     | YUG  | Bojan Križaj     | 1:48,90 min |
| 3     | SWE  | Bengt Fjällberg  | 1:49,32 min |
| 4     | ITA  | Paolo De Chiesa  | 1:49,37 min |
| 5     | SUI  | Joël Gaspoz      | 1:49,51 min |
| 6     | ITA  | Piero Gros       | 1:50,68 min |
| 7     | ITA  | Peter Mally      | 1:51,08 min |
| 8     | AUT  | Franz Gruber     | 1:51,18 min |
| -     | -    | -                | -           |
| 14    | FRG  | Florian Beck     | 1:55,01 min |
| 15    | FRG  | Egon Hirt        | 1:55,42 min |

Datum: 7. Februar, 10:00 Uhr (1. Lauf), 12:30 Uhr (2. Lauf)

Piste: „Planai“, Schladming

Länge: 672 m, Höhenunterschied: 224 m

Tore: 67 (1. Lauf), 69 (2. Lauf)
Am Start waren 95 Läufer, 31 von ihnen erreichten das Ziel.
Ausgeschieden u. a.: Didier Bouvet (FRA), Paul Frommelt (LIE), Jacques Lüthy (SUI), Phil Mahre (USA), Christian Orlainsky (AUT), Wolfram Ortner (AUT), Petar Popangelow (BUL), Anton Steiner (AUT), Stig Strand (SWE), Michel Vion (FRA), Andreas Wenzel (LIE)

### Kombination
| Platz | Land | Sportler               | Zeit A        | Zeit S        | Punkte |
| ----- | ---- | ---------------------- | ------------- | ------------- | ------ |
| 1     | FRA  | Michel Vion            | 1:45,46 (9.)  | 1:41,92 (4.)  | 12,64  |
| 2     | SUI  | Peter Lüscher          | 1:44,76 (4.)  | 1:43,31 (8.)  | 18,08  |
| 3     | AUT  | Anton Steiner          | 1:47,21 (23.) | 1:41,26 (1.)  | 20,48  |
| 4     | AUT  | Wolfram Ortner         | 1:47,08 (21.) | 1:41,41 (2.)  | 20,69  |
| 5     | FRA  | Michel Canac           | 1:48,63 (39.) | 1:41,87 (3.)  | 35,42  |
| 6     | NOR  | Odd Sørli              | 1:49,68 (31.) | 1:42,34 (5.)  | 46,51  |
| 7     | SUI  | Gustav Oehrli          | 1:45,12 (6.)  | 1:48,57 (13.) | 59,67  |
| 8     | AUT  | Ernst Riedlsperger     | 1:46,75 (16.) | 1:47,14 (11.) | 61,13  |
| -     | -    | -                      | -             | -             | -      |
| 10    | FRG  | Peter Roth             | 1:47,48 (25.) | 1:46,55 (10.) | 62,14  |
| 17    | AUT  | Helmut Höflehner       | 1:44,79 (5.)  | 1:55,71 (23.) | 106,45 |
| 19    | LIE  | Günther Marxer         | 1:49,28 (29.) | 1:52,83 (20.) | 119,73 |
| 21    | SUI  | Silvano Meli           | 1:45,49 (10.) | 1:59,65 (27.) | 137,97 |
| 24    | SUI  | Conradin Cathomen      | 1:44,43 (1.)  | 2:03,09 (34.) | 152,20 |
| 27    | FRG  | Sepp Wildgruber        | 1:47,11 (21.) | 2:04,25 (36.) | 179,26 |
| 37    | FRG  | Bernd Felbinger        | 1:48,94 (28.) | 2:10,17 (44.) | 228,76 |
| 44    | FRG  | Michael Veith          | 1:45,82 (13.) | 2:33,96 (56.) | 344,53 |
| 47    | MEX  | Hubertus von Hohenlohe | 1:51,64 (39.) | 2:30,23 (55.) | 359,59 |

Datum: 5. Februar, 11:30 Uhr (Abfahrt)
1. Februar, 10:00 Uhr / 12:00 Uhr (Slalom)
Abfahrtsstrecke: „Planai“, Schladming

Streckenlänge: 3062 m, Höhenunterschied: 909 m

Tore: 32
Slalomstrecke: „Planai“, Schladming

Höhenunterschied: 196 m

Tore: 66 (1. Lauf), 65 (2. Lauf)
75 Fahrer waren am Start, 48 klassierten sich.
Ausgeschieden u. a.: Jure Franko (YUG), Paul Frommelt (LIE), Bojan Križaj (YUG), Andreas Wenzel (LIE)

## Frauen

### Abfahrt
| Platz | Land | Sportlerin         | Zeit        |
| ----- | ---- | ------------------ | ----------- |
| 1     | CAN  | Gerry Sorensen     | 1:37,47 min |
| 2     | USA  | Cindy Nelson       | 1:37,88 min |
| 3     | CAN  | Laurie Graham      | 1:37,91 min |
| 4     | NOR  | Torill Fjeldstad   | 1:38,12 min |
| 5     | CAN  | Dianne Lehodey     | 1:38,22 min |
| 6     | AUT  | Elisabeth Kirchler | 1:38,24 min |
| 7     | SUI  | Doris de Agostini  | 1:38,49 min |
| 8     | FRG  | Irene Epple        | 1:38,56 min |
| -     | -    | -                  | -           |
| 12    | SUI  | Maria Walliser     | 1:38,94 min |
| 14    | SUI  | Ariane Ehrat       | 1:39,23 min |
| 15    | AUT  | Cornelia Pröll     | 1:39,24 min |
| 17    | FRG  | Traudl Hächer      | 1:39,45 min |
| 18    | AUT  | Sylvia Eder        | 1:39,50 min |
| 20    | SUI  | Brigitte Oertli    | 1:39,64 min |
| 22    | AUT  | Lea Sölkner        | 1:39,68 min |
| 23    | FRG  | Heidi Wiesler      | 1:39,71 min |
| 27    | FRG  | Marina Kiehl       | 1:41,07 min |

Datum: 4. Februar, 12:00 Uhr

Piste: „WM-Abfahrt“, Haus im Ennstal

Länge: 2543 m, Höhenunterschied: 674 m

Tore: 33
Am Start waren 39 Läuferinnen, alle erreichten das Ziel.

### Riesenslalom
| Platz | Land | Sportlerin         | Zeit        |
| ----- | ---- | ------------------ | ----------- |
| 1     | SUI  | Erika Hess         | 2:37,17 min |
| 2     | USA  | Christin Cooper    | 2:37,95 min |
| 3     | LIE  | Ursula Konzett     | 2:38,03 min |
| 4     | LIE  | Petra Wenzel       | 2:38,05 min |
| 5     | FRA  | Fabienne Serrat    | 2:38,49 min |
| 6     | USA  | Tamara McKinney    | 2:38,77 min |
| 7     | ITA  | Daniela Zini       | 2:39,31 min |
| 8     | AUT  | Elisabeth Kirchler | 2:39,63 min |
| 9     | FRG  | Christa Kinshofer  | 2:39,73 min |
| 10    | AUT  | Roswitha Steiner   | 2:39,85 min |
| -     | -    | -                  | -           |
| 14    | FRG  | Irene Epple        | 2:40,90 min |
| 21    | FRG  | Traudl Hächer      | 2:42,00 min |
| 23    | FRG  | Maria Epple        | 2:42,76 min |
| 29    | SUI  | Brigitte Glur      | 2:44,90 min |

Datum: 2. Februar, 10:00 Uhr (1. Lauf), 12:30 Uhr (2. Lauf)

Piste: „Planai“, Schladming

Tore: 53 (1. Lauf), 47 (2. Lauf)
Am Start waren 70 Läuferinnen, 47 von ihnen erreichten das Ziel.
Ausgeschieden u. a.: Wanda Bieler (ITA), Élisabeth Chaud (FRA), Monika Hess (SUI), Anni Kronbichler (AUT), Perrine Pelen (FRA), Hanni Wenzel (LIE)

### Slalom
| Platz | Land | Sportlerin        | Zeit        |
| ----- | ---- | ----------------- | ----------- |
| 1     | SUI  | Erika Hess        | 1:41,60 min |
| 2     | USA  | Christin Cooper   | 1:41,93 min |
| 3     | ITA  | Daniela Zini      | 1:41,96 min |
| 4     | POL  | Dorota Tlałka     | 1:42,16 min |
| 5     | ITA  | Maria Rosa Quario | 1:42,17 min |
| 6     | FRG  | Maria Epple       | 1:43,85 min |
| 7     | AUT  | Roswitha Steiner  | 1:43,99 min |
| 8     | YUG  | Metka Jerman      | 1:44,74 min |
| -     | -    | -                 | -           |
| 13    | AUT  | Ingrid Eberle     | 1:45,63 min |
| 14    | AUT  | Lea Sölkner       | 1:45,87 min |
| 17    | SUI  | Brigitte Glur     | 1:47,26 min |
| 18    | AUT  | Anni Kronbichler  | 1:47,30 min |
| 22    | SUI  | Brigitte Oertli   | 1:49,92 min |

Datum: 5. Februar, 09:30 Uhr (1. Lauf), 13:15 Uhr (2. Lauf)

Piste: „Ennsling“, Haus im Ennstal

Länge: 485 m, Höhenunterschied: 176 m

Tore: 60 (1. Lauf), 60 (2. Lauf)
Am Start waren 75 Läuferinnen, 27 von ihnen erreichten das Ziel.
Ausgeschieden u. a.: Abigail Fisher (USA), Christa Kinshofer (FRG), Ursula Konzett (LIE), Tamara McKinney (USA), Małgorzata Tlałka (POL), Hanni Wenzel (LIE), Petra Wenzel (LIE)

### Kombination
| Platz | Land | Sportlerin        | Zeit A        | Zeit S        | Punkte |
| ----- | ---- | ----------------- | ------------- | ------------- | ------ |
| 1     | SUI  | Erika Hess        | 1:40,32 (12.) | 1:22,03 (1.)  | 8,99   |
| 2     | FRA  | Perrine Pelen     | 1:41,32 (17.) | 1:22,16 (2.)  | 17,95  |
| 3     | USA  | Christin Cooper   | 1:41,70 (21.) | 1:22,17 (3.)  | 20,96  |
| 4     | USA  | Cindy Nelson      | 1:39,41 (2.)  | 1:24,09 (6.)  | 21,21  |
| 5     | TCH  | Olga Charvátová   | 1:40,23 (8.)  | 1:24,52 (10.) | 31,60  |
| 6     | AUT  | Anni Kronbichler  | 1:41,72 (22.) | 1:23,81 (5.)  | 36,75  |
| 7     | FRG  | Irene Epple       | 1:39,81 (4.)  | 1:26,60 (15.) | 47,27  |
| 8     | ITA  | Daniela Zini      | 1:43,75 (30.) | 1:24,15 (7.)  | 55,09  |
| -     | -    | -                 | -             | -             | -      |
| 11    | SUI  | Maria Walliser    | 1:39,17 (1.)  | 1:30,40 (19.) | 75,74  |
| 22    | SUI  | Doris de Agostini | 1:39,41 (2.)  | 1:36,05 (27.) | 124,89 |
| 27    | LIE  | Petra Wenzel      | 1:41,45 (19.) | 1:38,99 (32.) | 164,23 |

Datum: 28. Januar, 11:00 Uhr (Abfahrt)
31. Januar, 10:00 Uhr / 12:00 Uhr (Slalom)
Abfahrtsstrecke: „WM-Abfahrt“, Haus im Ennstal

Streckenlänge: 2508 m, Höhenunterschied: 642 m

Tore: 33
Slalomstrecke: „Ennsling“, Haus im Ennstal

Höhenunterschied: 154 m

Tore: 46 (1. Lauf), 47 (2. Lauf)
55 Fahrerinnen waren am Start, 35 klassierten sich.
Ausgeschieden u. a.: Ingrid Eberle (AUT), Sylvia Eder (AUT), Abigail Fisher (USA), Michaela Gerg (FRG), Traudl Hächer (FRG), Brigitte Oertli (SUI), Fabienne Serrat (FRA), Lea Sölkner (AUT), Heidi Wiesler (FRG)

## Medaillenspiegel
| Platz | Land               | Gold | Silber | Bronze | Gesamt |
| ----- | ------------------ | ---- | ------ | ------ | ------ |
| 1     | Schweiz            | 3    | 2      | –      | 5      |
| 2     | Vereinigte Staaten | 1    | 2      | 2      | 5      |
| 3     | Schweden           | 1    | 1      | 1      | 3      |
| 4     | Frankreich         | 1    | 1      | –      | 2      |
| 4     | Kanada             | 1    | 1      | –      | 2      |
| 6     | Österreich         | 1    | –      | 2      | 3      |
| 7     | Jugoslawien        | –    | 1      | 1      | 2      |
| 8     | Italien            | –    | –      | 1      | 1      |
|       | Liechtenstein      | –    | –      | 1      | 1      |